# Denis O’Dea

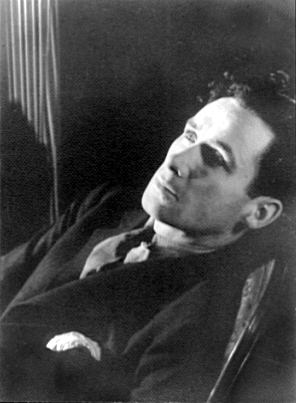
Denis O’Dea (1933), Fotografie von Carl Van Vechten

Denis O’Dea (* 26. April 1905 in Dublin, Irland; † 5. November 1978 ebenda) war ein irischer Theater- und Filmschauspieler.

## Leben
Nachdem er zunächst als Versicherungskaufmann gearbeitet hatte, wandte sich Denis O’Dea in den 1920er-Jahren der Schauspielerei zu. Er war langjähriges Mitglied im Ensemble des Abbey Theatre in Dublin, wo er viele Hauptrollen spielte. Seine Arbeit dort brachte ihm eine Vielzahl von Kinorollen ein, so unter anderem in drei Filmen von Regisseur John Ford. 
Besonders häufig verkörperte O’Dea Polizeibeamte, beispielsweise in Carol Reeds Filmdrama Kleines Herz in Not (1948) oder im Film noir Niagara (1953) an der Seite von Marilyn Monroe und Joseph Cotten. Er war aber auch in Rollen als Priester oder Offizier zu sehen. Im Disney-Abenteuerfilm Die Schatzinsel (1950), der nach dem gleichnamigen Roman von Robert Louis Stevenson entstand, verkörperte er die Rolle des besonnenen Schiffsarztes Dr. Livesey.
O’Dea war von 1946 bis zu seinem Tod mit der irischen Schauspielerin Siobhán McKenna verheiratet. Ihr gemeinsamer Sohn Donnacha O’Dea (* 1948) ist ein ehemaliger Schwimmer und heute professioneller Pokerspieler.

## Filmografie (Auswahl)
- 1935: Der Verräter (The Informer)
- 1936: Der Pflug und die Sterne (The Plough and the Stars)
- 1936: Geliebter Rebell (Beloved Enemy)
- 1947: Ausgestoßen (Odd Man Out)
- 1948: Kleines Herz in Not (The Fallen Idol)
- 1949: Sklavin des Herzens (Under Capricorn)
- 1950: Die Schatzinsel (Treasure Island)
- 1951: Des Königs Admiral (Captain Horatio Hornblower R.N.)
- 1953: Niagara
- 1953: Mogambo
- 1953: Im Schatten des Korsen (Sea Devils)
- 1955: Wenn die Ketten brechen (Captain Lightfoot)
- 1957: Esther Costello (The Story of Esther Costello)
- 1959: Das Geheimnis der verwunschenen Höhle (Darby O’Gill and the Little People)
- 1960: Das Schwert von Persien (Esther and the King)